# Maria (canção de West Side Story)
"Maria" é uma canção composta por Leonard Bernstein e Stephen Sondheim em 1956 para o musical da Broadway West Side Story. Executada pela personagem Tony, é um exemplo do modo lídio.

## Versões
- Alfie Boe
- Andrea Bocelli
- José Carreras
- Dave Brubeck
- Matt Cavenaugh
- George Chakiris
- Perry Como
- Michael Crawford
- Vic Damone
- Plácido Domingo
- Jeff Duff
- Maynard Ferguson
- Sergio Franchi
- Marvin Gaye
- Karel Gott
- Josh Groban
- David Habbin
- Jay and the Americans
- Ramin Karimloo
- Stan Kenton
- Larry Kert
- Luis Mariano
- Johnny Mathis
- Matt Monro
- Gene Pitney
- P.J. Proby
- Buddy Rich
- Peter Tevis
- Sarah Vaughan
- Mark Vincent
- Il Volo
- Steve Watson
- Andy Williams
- Roger Williams
- Vittorio Grigolo